# Roque Scarpa Martinich
Roque Tomás Scarpa Martinich (Punta Arenas, c. 1930-11 de marzo de 2015) fue un periodista y político chileno de ascendencia croata. Era tío abuelo paterno del actual presidente de Chile, Gabriel Boric Font.

## Carrera
Realizó sus estudios en el Liceo Salesiano de San José, en su ciudad natal. En su juventud fue presidente de Jóvenes Católicos, donde conoció a su futura esposa, Jasna Buvinic, con quien se casaría en 1957. Unos años más tarde, en 1966, ingresa a la radio presidente Ibáñez de la zona, como director gerente accionista y comentarista. Luego, entre 1968 y 1970, el entonces presidente Eduardo Frei Montalva lo designaría vicepresidente ejecutivo de la recién fundada Corporación de desarrollo de Magallanes (CORMAG), cargo por el que, por decisión propia, no recibió remuneración alguna.
Su postura política cercana a la Democracia Cristiana (DC), de la cual incluso se considera miembro fundador de la falange de Magallanes, convertiría a Roque Scarpa en una de las voces en contra de la dictadura más fuertes de Magallanes luego del golpe de Estado de Augusto Pinochet en 1973, con críticas diarias al régimen militar en su programa de radio.Su importancia en este medio de comunicación lo llevan a obtener la primera mayoría para el cargo de presidente de la Asociación de Radiodifusores de Chile (ARCHI) en 1980, sin embargo, rechaza el cargo por razones de distancia, sirviendo en su lugar como vicepresidente.
Entre 1990 y 1994, Roque Scarpa asume como intendente de la Región de Magallanes y de la Antártica Chilena, siendo la primera persona en ocupar el cargo luego del retorno a la democracia.Ejerció además cargos en el Instituto Antártico Chileno (INACh), el Consejo Coordinador Antártico y el Consejo Regional del Colegio de Periodistas.

## Muerte
Fallece en las primeras horas de la madrugada del 11 de marzo del 2015 en su ciudad natal.